# Julio Alonso Ortega
Pour les articles homonymes, voir Ortega.
Julio Alonso Ortega (né le 23 décembre 2000 à Las Palmas, Grande Canarie) est un navigateur espagnol et champion du monde spécialisé dans la classe de dériveur biplace,,. Il a navigué pendant la majeure partie de sa carrière sportive pour le Real Club Náutico de Gran Canaria, où il s'entraîne sous la direction des entraîneurs Aarón Sarmiento et du double médaillé d'or olympique Luis Doreste,.

## Éducation
En dehors de sa carrière de marin, Alonso a poursuivi ses études supérieures au Royaume-Uni,. Il a obtenu un baccalauréat en sciences de gestion d'entreprise avec Honneurs de première classe de l'Université de Lancaster. Il a ensuite obtenu une maîtrise en économie politique des marchés émergents au King's College de Londres, et une deuxième maîtrise en commerce international de l'Universidad del Atlántico Medio, soutenue par une bourse de PROEXCA.

## Carrière de marin
Alonso a commencé à naviguer à l'âge de dix ans dans la classe Optimist à Mogán, puis a rejoint le Real Club Náutico de Gran Canaria, où il continue de concourir,,.
Dans la classe 420, Alonso a obtenu un succès significatif. Il a remporté trois championnats espagnols de voile et a obtenu une deuxième place aux côtés de Luis Doreste,, fils du marin Luis Doreste, et neveu de Manuel Doreste, Gustavo Doreste et José Luis Doreste, tous des personnages de la voile espagnole,. Durant cette période, il a participé également à divers championnats européens et mondiaux, acquérant expérience internationale,,,.
Dans la classe 420 a été de remporter un championnat du monde dans la catégorie de course par équipes. Cette championnat lui a valu le reconnaissance dans sa ville natale de donner le coup d'envoi honorifique d'un match de football entre l'UD Las Palmas et le Real Madrid CF au Stade de Grande Canarie,,,.
Dans la classe 29er, Alonso a remporté une médaille d'or au 29er Championnat d'Espagne absolu et une médaille d'or au Championnat d'Espagne pour moins de 19 ans,,. Ces succès lui ont permis de représenter l'Espagne au Championnat du monde de voile pour jeunes 2018 qui s'est tenu à Corpus Christi, Texas, où il a terminé dixième au classement général.
La même année, Alonso signé avec Spanish Impulse par IBEROSTAR, une équipe officiellement formée pour représenter l'Espagne à la Red Bull Youth America's Cup qui s'est tenue aux Bermudes. Durant cette période, il a également représenté l'Espagne à la finale mondiale du Red Bull Foiling Generation à Miami, en compétition sur des catamarans Flying Phantom dans les disciplines de voile de haute performance.
En 2019 Alonso s'associe à María Bover dans le but de représenter l'Espagne dans la 470 classe mixte aux Jeux Olympiques, À ce jour, ils ont obtenu une quatrième place dans la catégorie des moins de 24 ans au Championnat du monde de voile de 470 et une cinquième place dans la catégorie des moins de 24 ans au Championnat d'Europe de voile de 470,.